# Florentin Cârpanu
Florentin Doru Dimitrie Cârpanu (n. 29 ianuarie 1934, Caransebeș, Caraș-Severin, România – d. 24 februarie 2022, Caransebeș, Caraș-Severin, România) a fost un om de afaceri român și primul prefect al județului Timiș (1990-1991) după Revoluția din 1989 . Între 1967 și 1995 a condus compania Comtim, din poziția de director general, iar din 1995 până în 2008 a fost patronul firmei Agrobanat .
I-a fost acordat titlul de Doctor honoris causa în anul 1995, de la Universitatea de Științe Agricole și Medicină a Banatului Timișoara, și în 2010 a fost numit cetățean de onoare al municipiului Caransebeș.